# الانگاد
الانگاد (به انگلیسی: Alangad) یک منطقهٔ مسکونی در هند است که در کرالا واقع شده‌است.

## خصوصیات
الانگاد ۱۸٫۳۵ کیلومترمربع مساحت و ۳۱٬۸۷۰ نفر جمعیت دارد.